# NBA STORY
『NBA STORY』（エヌビーエーストーリー）は、高岩ヨシヒロによる北米プロバスケットボールリーグNBAを題材にした漫画作品。バスケットボール漫画であり、実在する人物、実際にあったエピソードを基にした実録漫画でもある。

## 概要
「月刊少年ジャンプ」（集英社）に1992年から1994年まで連載。3部構成になっている。
- 当時優勝を争ったロサンゼルス・レイカーズ編はマジック・ジョンソンが主役
- シカゴ・ブルズ編はマイケル・ジョーダンが主役
- フェニックス・サンズ編はチャールズ・バークレーを中心に描かれた。

## 書籍
- 高岩ヨシヒロ『NBA STORY』集英社〈ジャンプコミックス〉全5巻

1. 1993年5月発売、ISBN 4-08-871587-X
2. 1993年11月発売、ISBN 4-08-871588-8
3. 1994年3月発売、ISBN 4-08-871589-6
4. 1994年8月発売、ISBN 4-08-871590-X
5. 1995年2月発売、ISBN 4-08-871790-2